# Myriam Fares
Myriam Fares (en arabe ميريام فارس) est une chanteuse, actrice et danseuse libanaise née à Kafar Shlal, dans le sud du Liban. Comme ses homologues Najwa Karam, Nancy Ajram ou Haifa Wehbe, Myriam Fares joue une musique traditionnelle fortement imprégnée de pop (ou l'inverse) que les DJ remixent. Elle fait partie des chanteuses les plus renommées dans le monde arabe.

## Biographie

### Enfance et débuts
Myriam voit le jour à Kafar Shlal dans le Sud du Liban, à l’est de Saïda et elle est issue d'une famille chrétienne maronite. Elle prend des cours de ballet à l’âge de cinq ans puis remporte le concours Al Mawahib Al Saghira diffusé sur Télé-Liban 1 à neuf ans dans la catégorie danse orientale.  
Elle étudie ensuite au Conservatoire national de musique la musicologie pendant quatre ans. À l’âge de seize ans, elle participe au Festival de la Chanson libanaise et remporte le premier prix. Mais c’est véritablement à 17 ans, lorsqu'à l’instar de plusieurs poids lourds de la chanson arabe comme Nawal Al Zoghbi, Elissa ou Ragheb Alama, elle participe et remporte la compétition musicale Studio El Fan.

### Carrière
Elle sort en 2003 son premier album, simplement titré Myriam dans lequel elle chante huit chansons. Son premier single Ana Wel Shouq est un gros succès. Son deuxième single La Tis'alni, devient également un gros succès et lui permet d’étendre sa notoriété en Égypte. 
Mais c'est grâce à son second album sorti en 2005, Nadini qu’elle accède à la consécration, grâce à la fusion hip-hop et arabe, et surtout au clip musical. Les deux singles suivants Hakleq Rahtak et Waheshni Eih sont les premiers singles en dialecte égyptien. Ils sont populaires dans le monde arabe et Myriam se dresse parmi la nouvelle génération de stars arabes. Elle se produit dans des concerts à travers le monde arabe, du Maroc en passant par Dubaï, le Koweït ou la Jordanie.
Elle sort son troisième album en 2008, Bet'oul Eih qui est également un gros succès. Elle s’essaie pour la première fois dans le dialecte khaliji dans le tube Moukanoh Wein qui est alors le premier single de l’album. Le deuxième single Mouch Ananiya est aussi un énorme hit. Le clip et la chanson la représentent en femme qui s’aperçoit de l’infidélité de son conjoint. Les trois autres Iyam El Chitti, Betrouh et Elly Byehsal furent également des grands succès publics.
Durant le mois de Ramadan, Myriam anime Fawazeer Myriam, une émission musicale dans laquelle elle présente de nombreuses chorégraphies. Elle en profite pour présenter en exclusivité trois chansons issues de son nouvel album, dans lequel elle s’essaie à des nouveaux dialectes arabes. Elle y chante une chanson en dialecte marocain Zadha, une chanson en dialecte irakien Ertah et une chanson khaliji bédouine Ya Sariya. Son premier single (et deuxième single en khaliji), Khallani a été tourné et est diffusé sur les chaines de télévisions et de radio arabes.
En mai 2015, Myriam dévoile le premier clip de son nouvel album intitulé "Aman". La vidéo est réalisée par Cherine Khoury et produite par Myriam Music. Les crédits de la chanson reviennent à Hadi Charara.

### Carrière para-musicale
En 2008, elle est choisie pour apparaître dans des publicités pour les shampoings Sunsilk et les lentilles de contact Freshlook. La même année, elle s’essaie au cinéma en tournant dans le remake de la pièce de théâtre des frères Rahbani, Silina.

### Vie privée
Myriam Fares s'est mariée en août 2014 à l'homme d'affaires libano-américain Danny Mitri après dix années de relation. La cérémonie a eu lieu sur l'île de Santorin en Grèce. Le clip Degou El Toboul reprend des images du mariage de la chanteuse.
Le 6 octobre 2015, Myriam Fares annonce par l'intermédiaire de son compte Instagram être enceinte de son premier enfant. Le 6 février 2016, elle donne naissance à un garçon prénommé Jayden Mitri puis le 20 octobre 2020 à son deuxième garçon, Dave Mitri.

## Discographie
En gras les singles extraits de l'album.

### Myriam
- Mastering : Mahmoud Ben Rejab
- Design : Kinda Mourani
- Année : 2004

1. Ana Wel Shoq
2. Ghmorni
3. La Tis'alni
4. Shou Badou
5. Inta el Hayat
6. Ahebbak Heil
7. Hal Gharam Mish Gharam
8. Ya Alem Bil Hal

### Nadini
- Mastering : Tony Haddad
- Design : Kinda Mourani
- Photography : Carine & charbel
- Année : 2005

1. Nadini
2. boutaria med zakaria
3. Hasisni Beek
4. Haklek Rahtak
5. Leh Habibi
6. Maarafsh Had Bel Esmida
7. Haset B Aman
8. Khalini Teer
9. Zaalan Menni
10. Waheshni Eih

### Bet'oul Eih
- Année : 2008

1. Mouch Ananiya
2. Eih Yalli Byohsal
3. Bet'oul Eih
4. Betrouh
5. Iyyam El Chitti
6. Ana Albi Lik
7. Ala Khwana
8. Law Konte Radi
9. Moukanoh Wein

### Min Oyouni
- Année : 2011

1. Walaaou
2. Kather Al Khayal
3. Min Oyouni
4. Artah
5. Ah Youmah
6. Atlah
7. Khalani
8. Khalani (Music Instrumental)
9. Min Oyouni (Music Instrumental)
10. Ya Sariah
11. Sid Al Koul

### Aman
- Année : 2015

1. Nifsi Aoulhalak
2. Deggou El Toboul
3. Bizemmetak
4. Kifak Enta
5. Elzeer
6. Shou Bhebb
7. Gharrouk
8. Halla Halla Ya Sabaya
9. Sympatica
10. Ma Yani El Nom
11. Ghafi
12. Ana Gheir
13. Aman